# ساوت ون هورن (آلاسکا)
ساوت ون هورن (به انگلیسی: South Van Horn) یک منطقهٔ مسکونی در ایالات متحده آمریکا است که در Fairbanks North Star Borough واقع شده‌است. ساوت ون هورن ۲۲٫۰۷ کیلومتر مربع مساحت و ۵۵۸ نفر جمعیت دارد و ۱۲۷٫۴ متر بالاتر از سطح دریا واقع شده‌است.